# José Valentín de Olavarría
José Valentín de Olavarría (Salto, Virreinato del Río de la Plata; 13 de febrero de 1801 - Montevideo, Uruguay; 23 de febrero de 1845) fue un militar argentino que participó en la guerra de independencia y en las guerras civiles argentinas.
Era hijo de Antonio de Olavarría, de familia vasca originaria de la Anteiglesia de Murueta, municipio de Orozco, en Vizcaya. A los once años ingresó como cadete al Regimiento de Artilleros de Buenos Aires.
Formó parte del Ejército de los Andes a partir de 1816, en el cual combatió en las batallas de Chacabuco (1817), Cancha Rayada (1818), Maipú (1818) y Biobío (Segunda campaña al sur de Chile), y participó de la campaña al Perú. 
A la renuncia del general José de San Martín, se unió a Simón Bolívar. Combatió en las batallas de Junín y Ayacucho, que le valió una condecoración por su heroísmo, hasta que en diciembre de 1824 solicitó el retiro a Simón Bolívar, quien se lo concedió con el grado de Coronel.

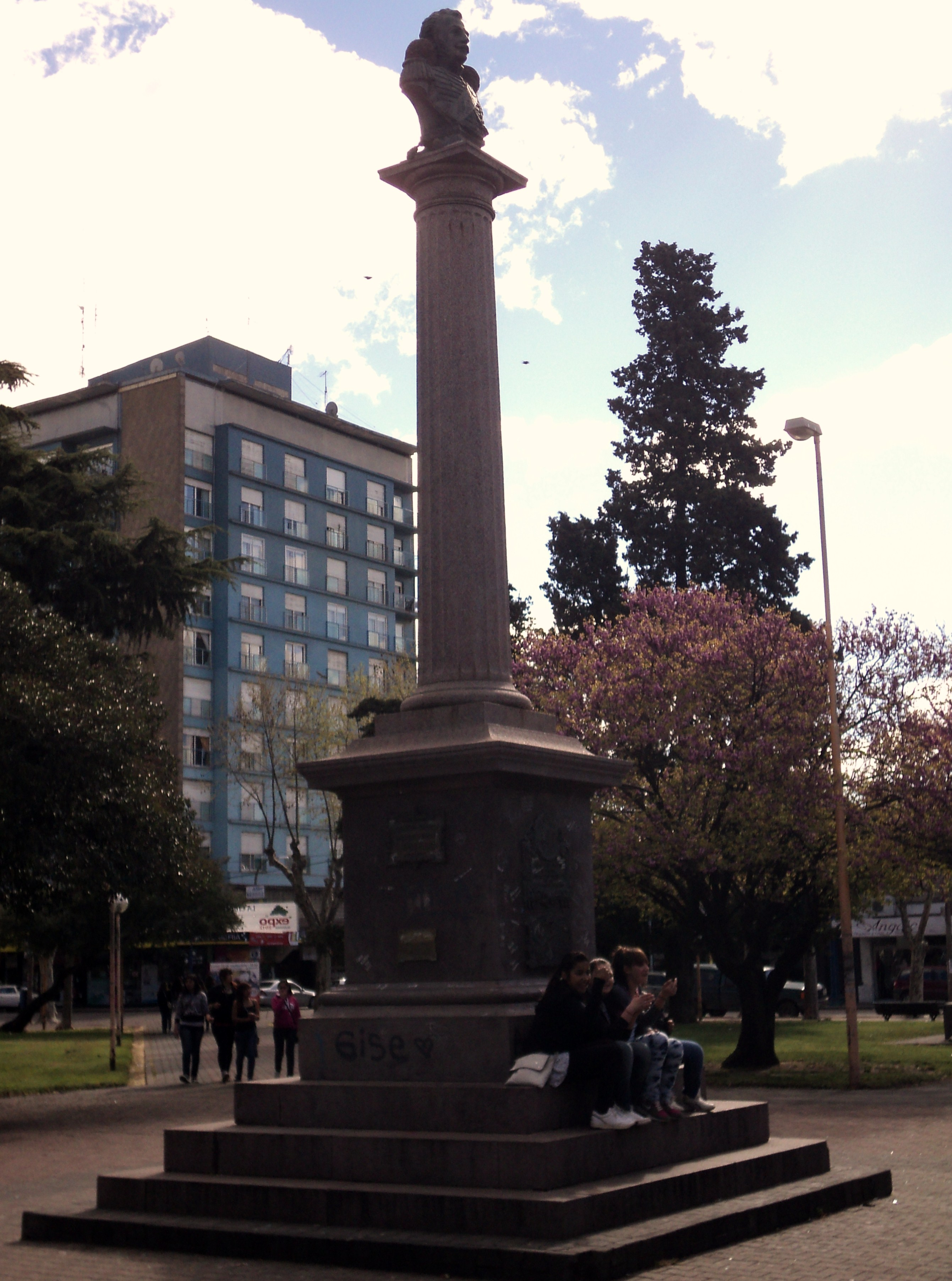
Monumento al Coronel Olavarría en el corazón de la localidad homónima.

En 1824 regresó a Buenos Aires y se incorporó como jefe de un regimiento al ejército para la Guerra del Brasil, en que intervino en la Batalla de Ituzaingó.
Participó en las luchas civiles junto al general Juan Lavalle. Por sus desavenencias con la política de Juan Manuel de Rosas se retiró de la vida militar y, ya casado y con hijos, se dedicó a explotar un campo en Mercedes. Tras la derrota de los unitarios, emigró al Uruguay, donde más tarde combatió en la Guerra Grande.
Falleció el 23 de octubre de 1845 en  Montevideo, Uruguay.
El 25 de noviembre de 1867, como homenaje se nombró a la localidad de Olavarría (ubicada en el interior de la Provincia de Buenos Aires); que había fundada por Álvaro Barros y que se llamaba "el pueblo de Las Puntas del Arroyo Tapalquén" hasta el día de su fundación oficial. 
El 12 de octubre de 1901 se inauguró, en la Plaza Central de la ciudad que lleva su nombre, un monumento obra del escultor Alejo Joris (1865-1951).
- Datos: Q5945929